# Vaki
Vaki är en ort i Estland. Den ligger i Vändra kommun och landskapet Pärnumaa, i den centrala delen av landet, 90 km söder om huvudstaden Tallinn. Vaki ligger 37 meter över havet och antalet invånare är 134.
Terrängen runt Vaki är mycket platt. Runt Vaki är det mycket glesbefolkat, med 6 invånare per kvadratkilometer. Närmaste större samhälle är Vändra, 3,0 km öster om Vaki. Omgivningarna runt Vaki är en mosaik av jordbruksmark och naturlig växtlighet.